# Polístrato el Epicúreo
Polístrato (en griego: Πολύστρατος; c. siglo III a. C. - 219/18 a. C.) fue un filósofo epicúreo y escolarca de la escuela epicúrea en Atenas. Sucedió a Hermarco de Mitilene como jefe de la secta c. 250 a. C., y fue sucedido por Dionisio cuando murió en 219 o 218 a. C. Valerio Máximo relata que Polístrato e Hipóclides nacieron el mismo día, siguieron la secta del mismo maestro Epicuro, compartieron su patrimonio en común y mantuvieron juntos la escuela, y al final murieron en el mismo momento en extrema vejez.
Fragmentos de dos de sus obras sobreviven entre los rollos encontrados en la Villa de los Papiros en Herculano. El primero es Sobre el desprecio irracional, que es una polémica dirigida "contra aquellos que desprecian irracionalmente las creencias populares". Sus oponentes en el trabajo pueden ser los cínicos o los escépticos. La segunda obra conservada se titula De la filosofía, de la que sólo se pueden descifrar fragmentos rotos.